# شمشیر

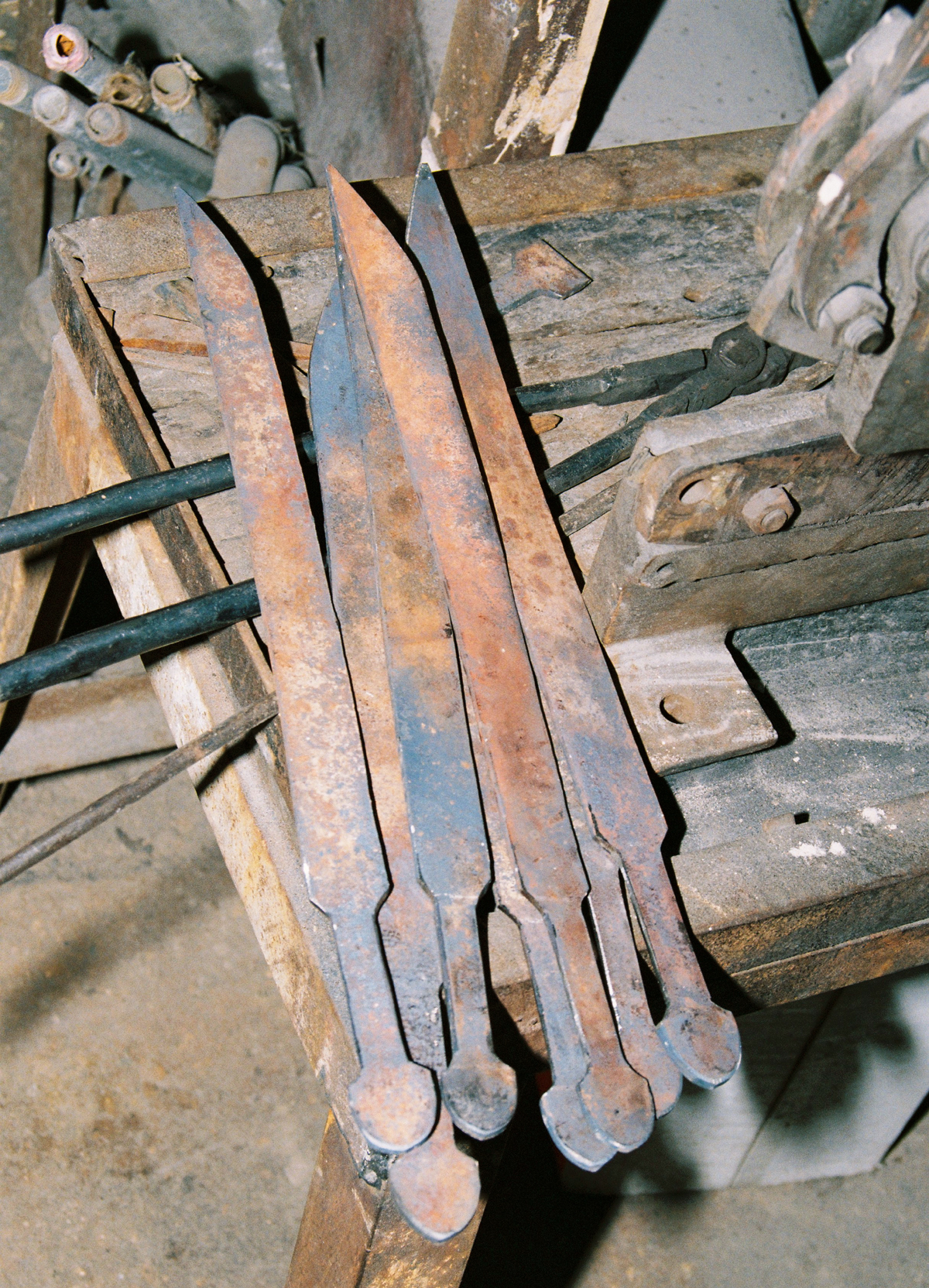
فولاد اولیه برای فراوری شمشیر، قبل از آتش‌کاری

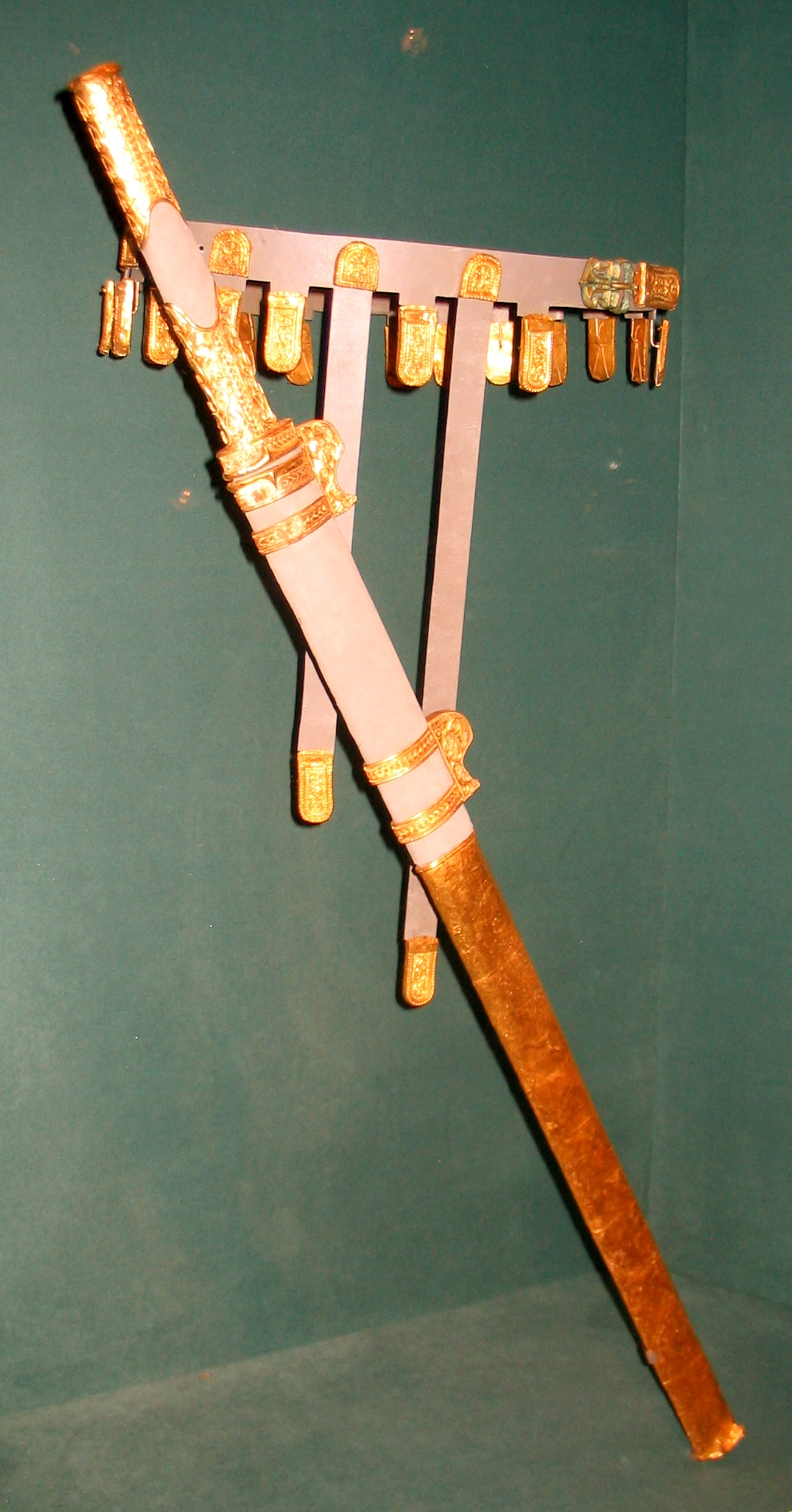
یک شمشیر زرین تزئینی ایرانی مربوط به عهد ساسانیان

شَمشیر یک سلاح سرد است که از یک تیغه بلند و لبه‌تیز و یک دسته تشکیل شده است. این سلاح انواع و شکل‌های متفاوتی داشته است که در هر کشور بسته به نوع مبارزه آن را تغییر می‌دادند.
از نظر تاریخی، شمشیر در عصر برنز توسعه یافت و از خنجر تکامل یافت. قدیمی‌ترین نمونه‌ها مربوط به حدود ۱۶۰۰ سال قبل از میلاد است. شمشیر بعدی عصر آهن نسبتاً کوتاه و بدون محافظ باقی ماند. اسپاتا، همان‌طور که در اواخر دوره روم در ارتش روم توسعه یافت، به تنها شمشیر اروپایی قرون وسطی تبدیل شد که ابتدا به عنوان شمشیری برای دوره‌گردی پذیرفته شد و بعد از قرون وسطی به شمشیر مسلح کلاسیک با محافظ متقاطع تبدیل شد.
استفاده از شمشیر به عنوان شمشیرزنی یا در شرایط مدرن به عنوان شمشیربازی شناخته می‌شود. در اوایل دوره مدرن، طراحی شمشیر غربی به دو شکل شمشیر رانش (با هدف فرو بردن) و شمشیر برش (بُرَنده) متفاوت بود.
شمشیرهای رانشی مانند راپر و در نهایت شمشیر کوچک به گونه ای طراحی شده بودند که به سرعت اهداف خود را به چوب بریزند و جراحات عمیق چاقو وارد کنند. طراحی بلند و مستقیم و در عین حال سبک و متعادل آن‌ها باعث می‌شود در دوئل بسیار قابل مانور و کشنده باشند، اما زمانی که در حرکت برش استفاده می‌شوند، نسبتاً بی‌اثر هستند (به دلیل وزن پایین و تیز نبودن لبه). یک پرتاب و رانش خوب می‌تواند مبارزه را در چند ثانیه فقط با نوک شمشیر خاتمه دهد و منجر به توسعه یک سبک مبارزه شود که بسیار شبیه شمشیربازی مدرن است.
شمشیرهای برنده بریده مانند سیبر و تیغه‌های مشابه مانند کتلاس بیشتر ساخته می‌شدند و بیشتر در جنگ مورد استفاده قرار می‌گرفتند. تیغه خمیده بلند سیبر و تعادل وزن کمی رو به جلو که برای بریدن دشمنان متعدد، اغلب از روی اسب، ساخته شده است، شخصیتی مرگبار در میدان جنگ به آن بخشیده است. بیشتر سیبرها همچنین دارای نوک تیز و تیغه‌های دو لبه بودند که باعث می‌شد در حمله سواره نظام، سربازها را یکی پس از دیگری سوراخ کنند. سیبرها تا اوایل قرن بیستم همچنان در میدان جنگ استفاده می‌شدند. Cutlass M1917 نیروی دریایی ایالات متحده که در جنگ جهانی اول استفاده می‌شد تا زمان جنگ جهانی دوم در زرادخانه خود نگهداری می‌شد و بسیاری از تفنگداران دریایی یک نوع به نام M1941 Cutlass به عنوان یک قمه جنگلی موقت در طول جنگ اقیانوس آرام حمل می‌کردند.
سلاح‌های غیر اروپایی طبقه‌بندی شده به عنوان شمشیر شامل سلاح‌های تک لبه مانند scimitar خاورمیانه، دائو چینی و کاتانای ژاپنی مربوطه می‌شود. Jiàn 剑 چینی نمونه ای از یک شمشیر دو لبه غیر اروپایی است، مانند مدل‌های اروپایی که از شمشیر دولبه عصر آهن گرفته شده است.

## پیرامون واژه
واژهٔ «شمشیر» برگرفته از واژگان پهلوی شمشیر یا شفشیر است.
شمشیر در دیگر زبان‌های هندو-اروپایی به صورت انگلیسی sword، در روسی сабля (ترانویسی: sabla).
واژهٔ schimitar انگلیسی (و معادل‌هایش در زبان‌های اروپایی) نیز برگرفته از این واژه و به معنی نوعی شمشیر خمیده‌اند.

## جنس شمشیر
در خاور قدیم برای ساخت شمشیر از سه نوع فلز به نام‌های نرم‌آهن (آهن نرم)، شاپورگان (آهن سخت) و پولاد آمیخته بهره‌می‌گرفتند.
پولاد گوهردار که برای شمشیرسازی نیز استفاده می‌شد روهینا نام داشت. به ابزار ساخته‌شده از روهینا، روهنی می‌گویند.

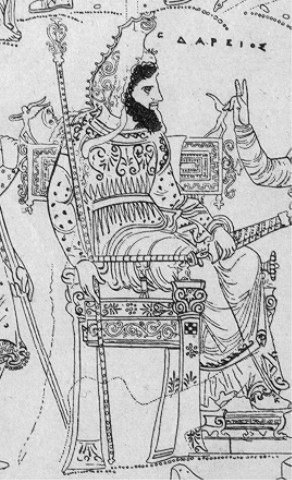
داریوش بزرگ، درحالی که یک شمشیر آکیناکه دارد.

نمونه شعر از مسعود سعد سلمان:
نعل اسبان شد آنچه ریم آهن
تیغ شاهان شد آنچه روهیناست

## انواع شمشیر
شمشیرهای خاورمیانه قدیم
- شمشیر ایرانی
- شمشیر خراسانی
- شمشیر سلمانی
- شمشیر عراقی
- شمشیر هندی
- شمشیر منصوران
- شمشیر یمنی
- شمشیر سلیمانی
- شمشیر دمشقی

ژاپن:
- کاتانا
- شمشیر سوئدی
- شمشیر بریتانیایی
- شمشیر چینی
- شمشیر نیچیرین

## شمشیر ایرانیان

### ایران باستان
ارتش بزرگ ایرانیان در زمان شاهنشاهی هخامنشی از آکیناکه استفاده می‌کرد؛ این شمشیر که اندازه‌ای قابل حمل نیز داشته دولبه بوده و قابل فرو بردن نیز بوده است. این نوع شمشیر برای حمله‌های سریع و ناگهانی کاربرد عالی و خوبی داشت. در پایان دسته شمشیر، برآمدگی بزرگی وجود داشت که به‌نظر می‌رسد کاربرد خاصی داشته‌باشد. همچنین مدارکی وجود دارند مبنی بر این که پادشاهان ایرانی نیز از این سلاح استفاده می‌کردند. این نوع شمشیر در دو نوع بلند و کوتاه ساخته می‌شده است.

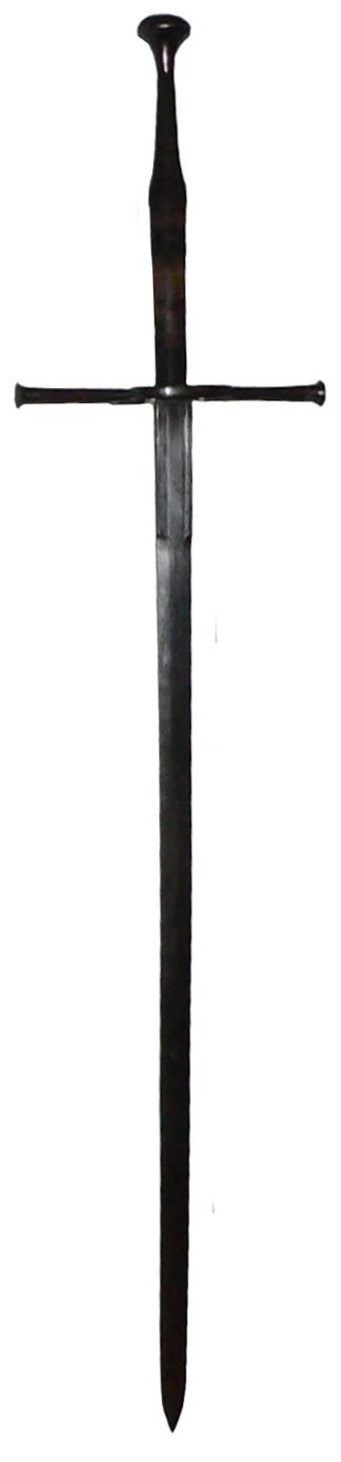
یک درازشمشیر سوئیسی مربوط به سده ۱۵ یا ۱۶ میلادی

## شمشیرهای معروف

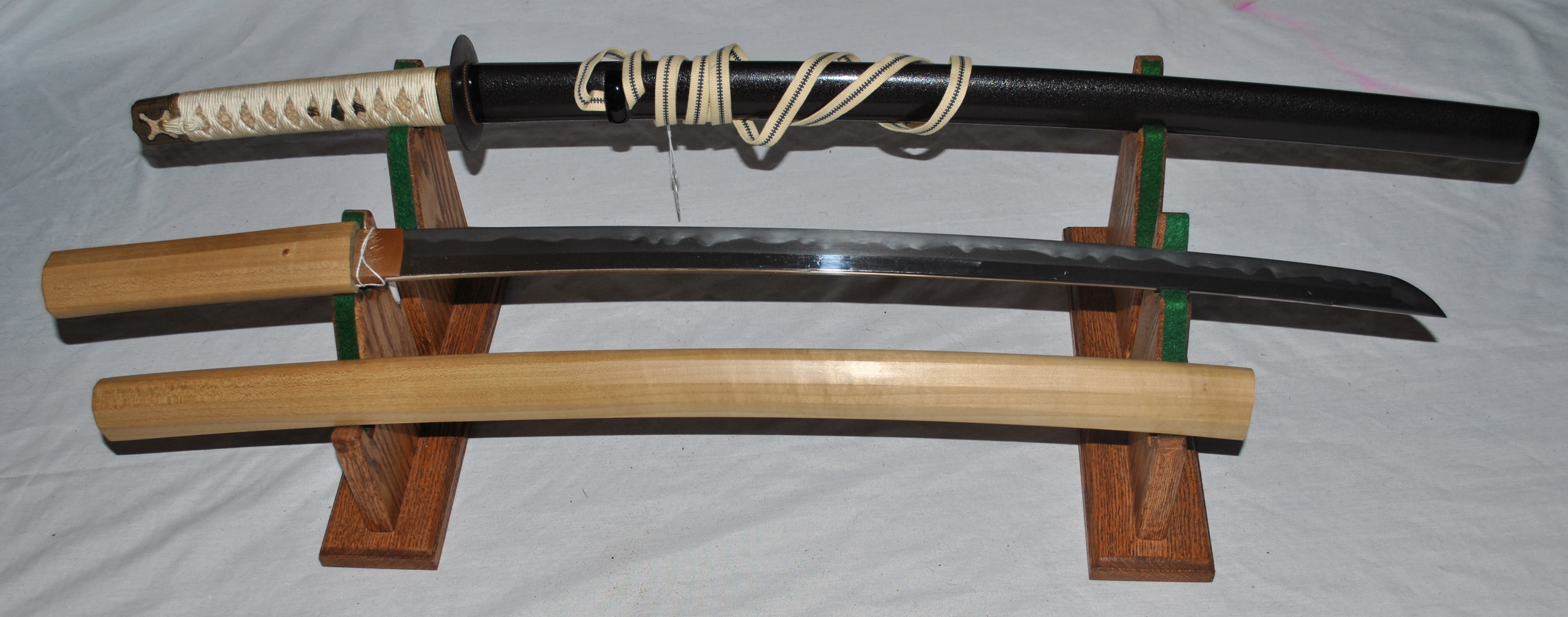
کاتانا سده ۱۶ یا ۱۷اُمی با سایا

- ذوالفقار
- کاتانا
- شمشیر داموکلس

## جستارهای بیشتر
- شمشیر ایرانی